# Ágora sur (Mileto)
El Ágora sur era una antigua ágora o mercado y lugar de comercio en Mileto, en Asia Menor, actual Turquía.

## Historia
Se construyó en el periodo helenístico alrededor del 280-150 a. C. Su construcción comenzó bajo Antíoco I, y se despejaron 20 manzanas de la anterior ciudad del período clásico con sus casas, es decir, unas 120 casas. Lo primero que se construyó fue el lado este del ágora, con columnas, y más tarde, en 200 o 100 a. C., las salas con columnas del lado norte y luego del lado sur. El ágora se volvió a modificar y reconstruir en el período romano, cuando se transformó completamente en una plaza cerrada por edificios. Ha sido propuesta como el ágora política de Mileto, utilizada para ocasiones oficiales. Los gobernantes hacían allí muchas donaciones.

## Descripción
Estaba situada en el centro del promontorio de Mileto, al sur del Ágora norte y del Buleuterio y su plaza central al este. El tamaño del ágora era de unos 164 × 194 metros, es decir, unos 31 816 m2, lo que la convierte en una de las ágoras más grandes del mundo griego. La plaza y sus edificios se integraban con el resto del plan urbanístico de la ciudad.

## Puerta del mercado

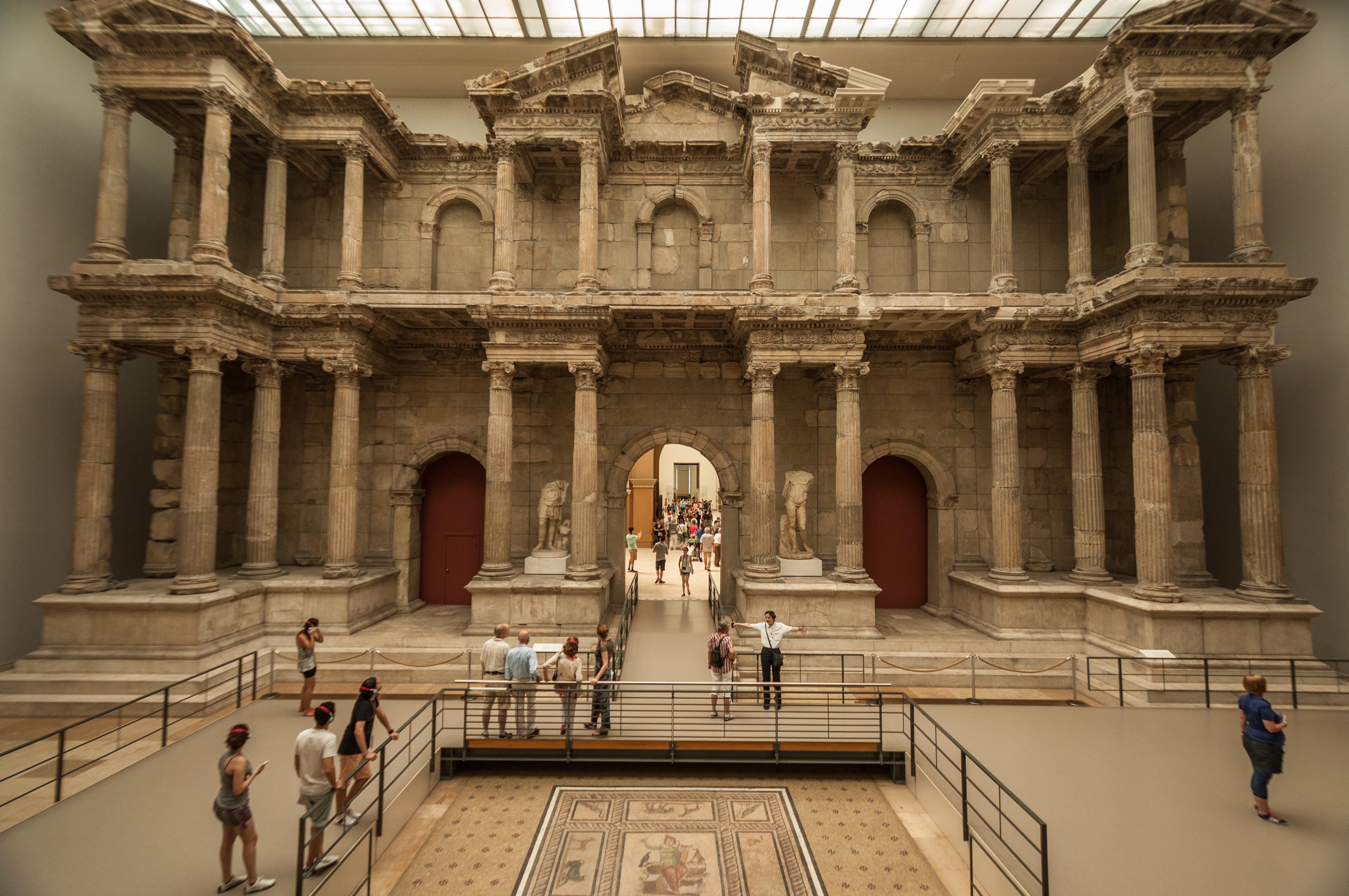
Puerta del mercado o puerta norte del Ágora sur en el Museo de Pérgamo de Berlín.

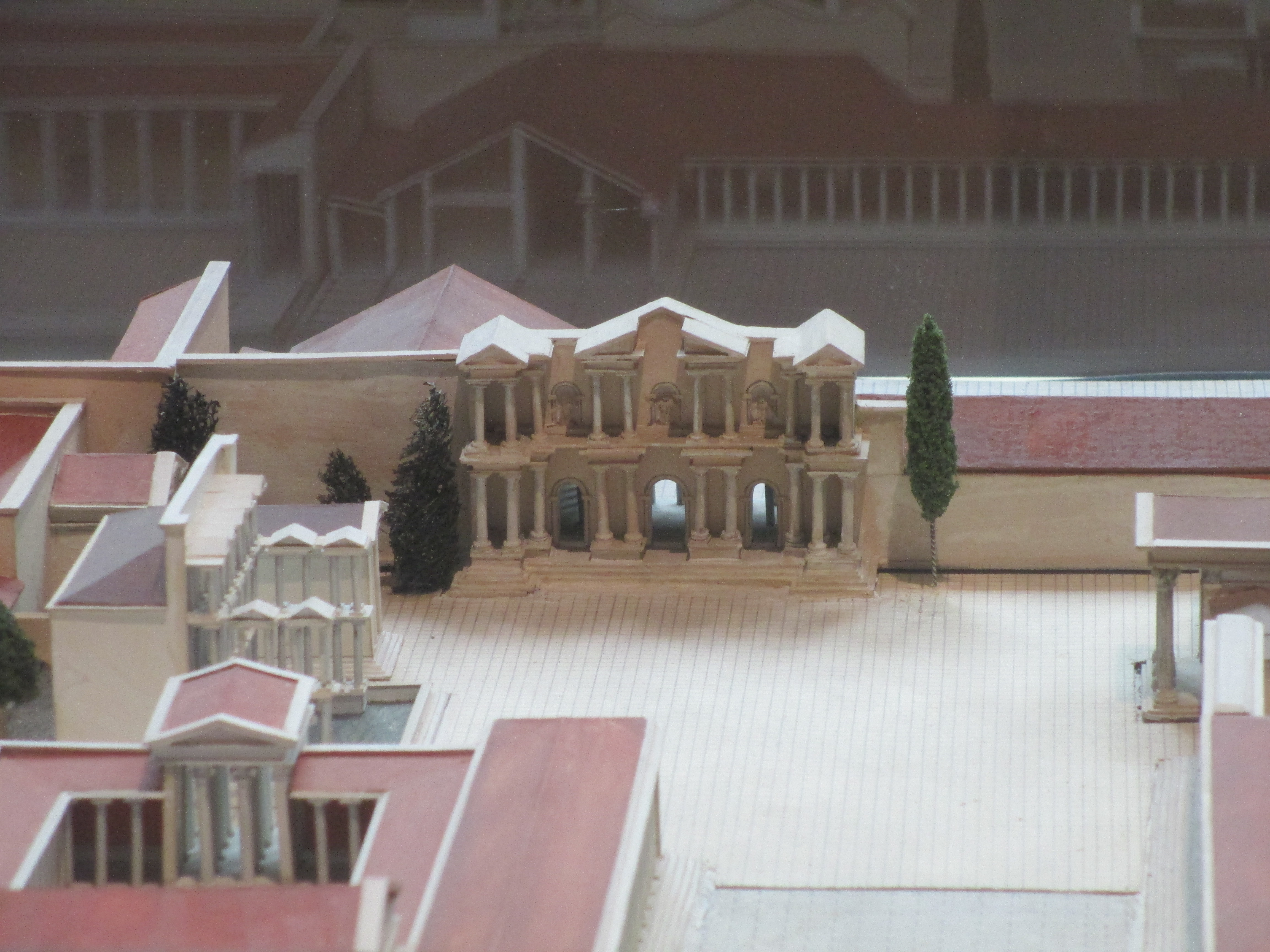
La puerta de Mileto en una maqueta de Mileto. Detrás de ella se encontraba el ágora sur, pero no aparece en la maqueta. Museo de Pérgamo.

La puerta norte del Ágora se construyó en la época romana, hacia el 100 d. C., bajo el emperador Adriano. Anteriormente había sido el emplazamiento de un propileos de estilo dórico. En la actualidad, la puerta ha sido reedificada por el Museo de Pérgamo de Berlín, y se conoce como la «Puerta de Mileto». La puerta medía unos 29 m de largo y unos 17 m de alto. Tenía dos pisos y estaba construida sobre un crepidoma de tres niveles. Las columnas del piso inferior eran de estilo compuesto y las del superior, estilo corintio. Las tres puertas arqueadas de la planta baja servían de entrada al ágora.
Estoa este
En el lado oriental del ágora había una estoa de estilo dórico, con tres filas de salas al fondo. Podría tratarse de una stoa stadiaia, o estadio, mencionada en una inscripción hallada en Dídima. El edificio era posiblemente un espacio comercial. Por otra parte, en él se han encontrado estatuas de numerosos personajes de la época helenística y romana. El Templo de Apolo de Dídima fue financiado posiblemente con los ingresos del comercio. La columnata medía unos 189,2 m de largo y unos 22,7 m de profundidad, con una columnata en el lado del ágora de unos 7,1 m y el resto eran habitaciones.
Estoa norte
El lado norte del ágora y el lado norte del lado oeste estaban delimitados por una estoa de dos alas con puerta en forma de L y sin habitaciones. El ala norte de la estoa medía unos 129,3 m de largo y 13,8 m de profundidad, y el ala oeste, unos 101,1 m de largo y 13,5 m de profundidad. Las columnas del interior del edificio pueden haber sido de estilo jónico.
Estoa sur
El ala sur y la parte sur del ala oeste estaban rodeadas por otra estoa de dos alas en forma de L, con una fila de habitaciones en el ala sur. El ala sur de la estoa medía unos 126,7 m de largo y 21,1 m de profundidad, y el ala oeste, unos 84,5 m de largo y 13,5 m de profundidad. Esta estoa también tenía una fachada dórica y posiblemente era jónica en su interior.
Otras estructuras
En la esquina noreste del Ágora había una estructura interpretada como un edificio de excavación de manantiales, de estilo corintio. Estaba dedicado a Laódice I, probablemente en referencia a la esposa de Antíoco II Teos, Laódice. En la época romana, el ágora también tenía una puerta sur. Cerca del ágora había un gran almacén construido en torno al 100 a. C., que estaba relacionado con su funcionamiento.